# ようこそ!鉄道模型の世界へ〜レイアウト製作入門〜
ようこそ!鉄道模型の世界へ〜レイアウト製作入門〜（ようこそ!てつどうもけいのせかいへ〜レイアウトせいさくにゅうもん〜）は、
はNHK教育テレビ趣味悠々の枠で2007年2月7日から3月28日まで週1回放送されていたテレビ番組である。
また後継番組として「鉄道模型でつくる思い出の風景〜Nゲージ・レイアウト制作入門〜」が2008年3月31日から放送された。（5月26日まで全9回）

## 概要
NHK教育テレビの長寿番組である趣味悠々の一つとして、鉄道模型をテーマにしている。
この番組以前には鉄道模型は日本のテレビ番組では断片的にしか登場せず、日本で初めて鉄道模型を系統立てて紹介した番組として、全国ネットの地上波で放映された。
日本型16番ゲージのレイアウトの製作を行う。
番組はオメガセントラル鉄道の紹介から始まり、ゲージ・スケールの解説、Nゲージ入門セットの取り扱いを経て16番ゲージのレイアウト建設へと進む。フレキシブル線路の敷設から山や池などのシーナリィ工作を数回に分けて作りながら解説し、レイアウト以外に簡易な車輌工作とストラクチャー工作やウェザリング、最終的にはカメラ搭載車輌やサウンドシステム、DCCの紹介も行なった。
また、毎回「すばらしき鉄道模型人」というミニコーナーで様々なベテランモデラー（及びサークル）を紹介した。

## キャスト
- 講師 - 諸星昭弘（イラストレーター、模型作家）
- 生徒・進行 - 三波豊和
- ナレーション - 内海賢二

## オープニングテーマ曲
- スタンド・バイ・ミー（ベン・E・キング）

## 放送日時
放送時間は水曜日の22:00〜22:25、再放送は翌週水曜日の12:30〜12:55
2007年8月にはNHK総合で再放送された。
- 第1回 鉄道模型の基礎知識を学ぼう　2月7日放送・2月14日再放送
- 第2回 とにかく走らせてみよう!　2月14日放送・2月21日再放送
- 第3回 レイアウト作りへの第一歩　2月21日放送・2月28日再放送
- 第4回 イメージを形にしてみよう　2月28日放送・3月7日再放送
- 第5回 自分だけの風景を作ろう　3月7日放送・3月14日再放送
- 第6回 レイアウトを仕上げよう　3月14日放送・3月21日再放送
- 第7回 自分流で車両を楽しもう　3月21日放送・3月28日再放送
- 第8回 もっともっと遊びつくそう!　3月28日放送・4月4日再放送

## 関連商品
- 公式テキスト（日本放送出版協会刊）
番組内容の解説以外に、車輌の実物大型紙や基本用語集が付属し、鉄道模型入門書としても良い内容であった。収録されているレイアウトは、番組中で諸星氏がお手本として紹介したもの。
  - 日本放送協会・日本放送出版協会 編纂 編『ようこそ!鉄道模型の世界へ - レイアウト制作入門』日本放送出版協会〈NHK趣味悠々〉、2007年。ISBN 978-4141884392。
  - 日本放送協会・日本放送出版協会 編纂 編『鉄道模型でつくる思い出の風景 - Nゲージ・レイアウト制作入門』日本放送出版協会〈NHK趣味悠々〉、2008年。ISBN 978-4141884637。

- 『決定版!!ゼロから創る鉄道模型レイアウト』（MCプレス刊）
著者は講師の諸星昭弘で番組内容そのままではなく、新たにレイアウトを作成して記事にしており、その他にも色々内容が追加されている。番組を収録したDVDが付録に付く。上巻には第1回〜第4回、下巻には第5回〜第8回が収録されている。
  - 『決定版!!ゼロから創る鉄道模型レイアウト 上巻（DVD付）- 夢を実現させる達人のアイデア（イメージを形にする制作の基礎編）』MCプレス〈MC mook〉、2007年。ISBN 978-4-901972-91-8。
  - 『決定版!!ゼロから創る鉄道模型レイアウト 下巻（DVD付）- 夢を実現させる達人のアイデア（変化に富んだオリジナル工作編）』MCプレス〈MC mook〉、2007年。ISBN 978-4-901972-92-5。